# Легуанд, Дэвид
Дэвид Легуанд (англ. David Legwand; 17 августа 1980, Детройт, Мичиган, США) — бывший американский хоккеист, центральный нападающий. На драфте НХЛ 1998 года выбран в 1 раунде под общим 2-м номером клубом «Нэшвилл Предаторз»

## Игровая карьера
Свою юниорскую карьеру начал, играя за «Плимут Уэйлерз», команду из Хоккейной лиги Онтарио. В своём первом же сезоне за «Китобоев» забросил 54 шайбы и 51 раз результативно ассистировал. По итогам сезона 105 заработанных очков по системе гол + пас позволили Легуанду получить Ред Тайлсон Эворд - приз самому выдающемуся игроку Лиги. А уже летом на драфте  в первом раунде его выбирает «Нэшвилл Предаторз». Легуанд стал вторым номером драфта 1998 года, первым был Венсан Лекавалье.
Дэвид стал первым игроком в НХЛ, который смог реализовать буллит в овертайме. Это произошло 23 декабря 2000 года в матче против «Нью-Йорк Рейнджерс».
Во время локаута в НХЛ в сезоне 2004-05 играл за швейцарский «Базель».
Почти всю игровую карьеру в НХЛ провёл, выступая за «Предаторз», в котором является обладателем множества рекордов клуба. В сезоне 2011-12 назначен ассистентом капитана клуба.
5 марта 2014 года, после почти 15 лет проведённых в составе «Предаторз», был обменян в «Детройт Ред Уингз» на Патрика Ивза и Калле Ярнкрока и право выбора в третьем раунде драфта 2014 года.
4 июля 2014 года подписал двухлетний контракт с «Оттавой Сенаторз».
26 июня 2015 года «Оттава» обменяла Легуанда и вратаря Робина Ленера в «Баффало Сейбрз» на выбор в первом раунде драфта 2015 года, ранее принадлежавший «Айлендерс».

## Международные выступления
Играл в составе сборной США дважды на Молодёжных чемпионатах мира: 1998, 1999 и на четырёх Чемпионатах мира: 1999, 2000, 2001 и 2005.

## Статистика
| Легенда | Легенда                    | Легенда | Легенда                   | Легенда | Легенда    |
| ------- | -------------------------- | ------- | ------------------------- | ------- | ---------- |
| И       | Количество проведённых игр | Штр     | Штрафное время            | +/−     | Плюс-минус |
| Г       | Голы                       | П       | Голевые передачи          | О       | Очки       |
| -       | Статистика неизвестна      | —       | Статистика не учитывалась |         |            |